# Fadwa El Guindi
Fadwa El Guindi (Egipto, 1941) es una profesora de antropología con un PhD en antropología por la Universidad de Texas en Austin (1972). Actualmente es profesora distinguida de Antropología en la Universidad de Catar en Doha, así como directora del Departamento de ciencias sociales.
Se Graduó por la Universidad americana en Cairo, con un BA en Ciencia Política. Trabajó en el Centro de Búsqueda Social y participó en el primer proyecto etnográfico para estudiar el modo de vida de los nubianos de Egipto con anterioridad a su gobierno-patrocinando la relocación debido a la construcción de la represa Aswan.
En 1986,  hizo la película El Sebou': Ritual de Nacimiento egipcio, el cual fue patrocinado por la Oficina de Folklife Programas en el Instituto Smithsoniano. También fue huésped protagonista como la madre de Julian Bashir, Amsha Bashir, en la Caminata de Estrella: Star Trek: Espacio profundo nueve, episodio Doctor Bashir, I Presume?", contrincante de Siddig El Fadil y Brian George.

## Obra
Ha escrito varios libros y artículos en el campo de antropología:
- El Mito de Ritual: la etnografía de Un Indígena de Zapotec Vida-Rituales de Crisis. Tucson, Arizona: Universidad de Prensa de Arizona, 1986.

- Velo: Modestia, Intimidad, Resistencia. Berg Editores. 1999.

- Por Oración de Mediodía: El Ritmo de Islam. Berg Editores. 2008.

- Antropología visual: Teoría y Método Esenciales.  Altamira Prensa, Riachuelo de Nuez, California, 2004.

- Veiling Infitah Con musulmán Ethic: el movimiento islámico Contemporáneo de Egipto. Problemas sociales 28(4): 465-485 (1981).

- De Pictorializing a Antropología Visual. En Manual de Métodos en Antropología Cultural. H. Russell Bernard, editor. Altamira Prensa, Publicaciones de Salvia, 459-511, 1998.